# Württemberger Warmblut

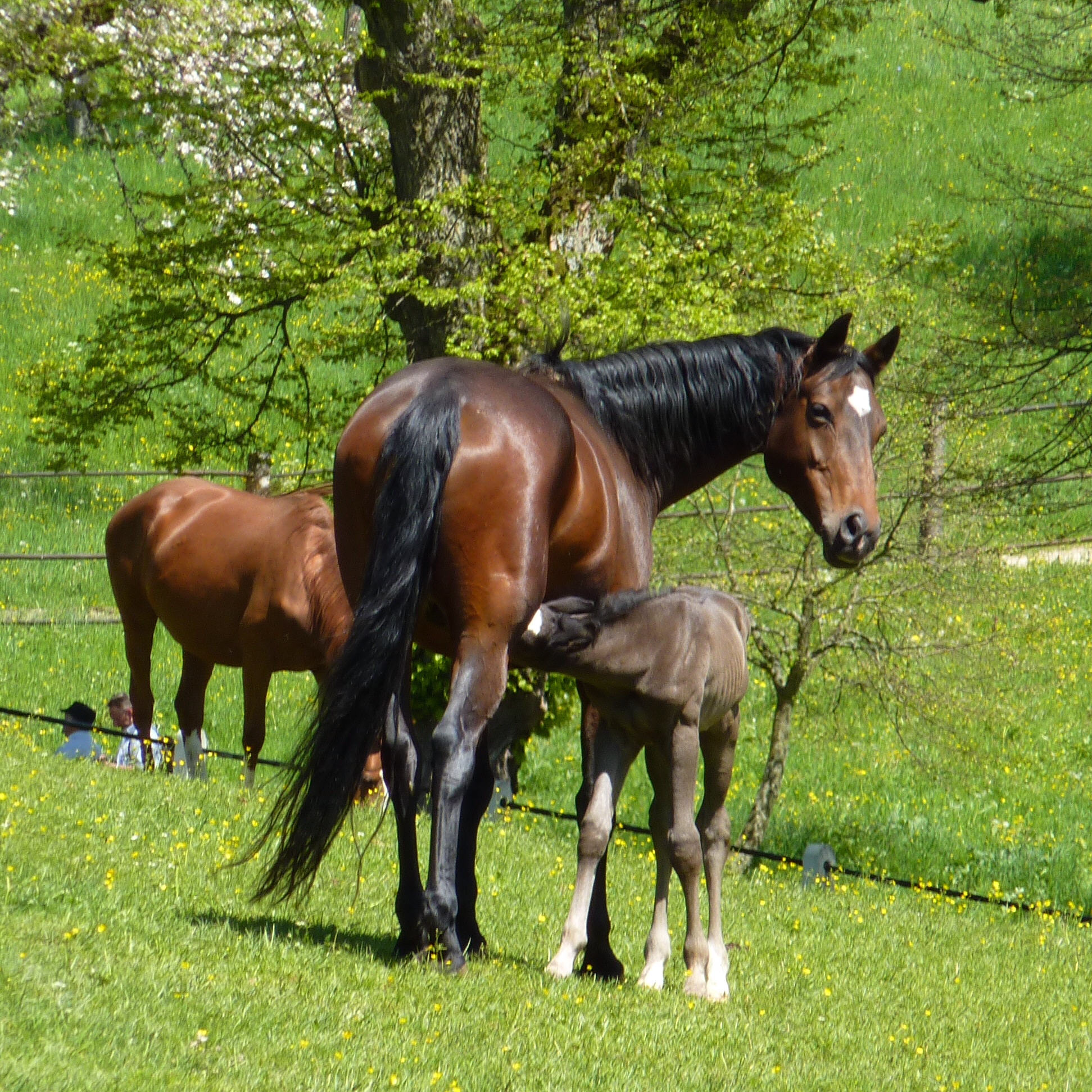
Stute mit Fohlen in Marbach

Das Württemberger Warmblut, auch Baden-Württemberger, ist ein ehemaliges deutsches Warmblut-Zuchtgebiet, das 2013 im Deutschen Sportpferd aufgegangen ist. Der Altwürttemberger ist der schwere Schlag des Württembergers.
Hintergrundinformationen zur Pferdebewertung und -zucht finden sich unter: Exterieur, Interieur und Pferdezucht.

## Exterieur
Der moderne Württemberger ist ein typisches deutsches Sportpferd. Es ist ein elegantes, großliniges und harmonisches Reitpferd. Er hat einen trockenen und ausdrucksvollen Kopf, ein großes Auge, eine gut geformte Halsung, eine plastische Bemuskelung, sowie korrekte, klare Gliedmaßen. Zuchthengste und Zuchtstuten zeigen einen deutlichen Geschlechtsausdruck. Das Stockmaß liegt zwischen 160 und 177 cm. Als Farben sind Füchse, Braune, Rappen, Schimmel und Schecken zugelassen.
Obwohl in Baden-Württemberg in den letzten Jahren viel mit Hannoveraner, Holsteiner und Oldenburger Hengsten gezüchtet wurde, sieht man vielen Württembergern immer noch an, dass in der Umzuchtphase vom leichten Arbeitspferd zum modernen Reitpferd viele Trakehner-Hengste eingesetzt wurden. Ihnen verdanken die Württemberger ihre oft sehr edlen Köpfe. Außerdem wurden in Württemberg immer wieder auch Vollblutaraberhengste eingesetzt, die Härte und Adel vererbten.

## Interieur
Der Württemberger ist ein sensibles, sowohl für den Reit- als auch für den Fahrsport geeignetes Pferd, mit guter Ausdauer und Rittigkeit.

## Zuchtgeschichte
Die Entstehung und Zucht des Württembergers ist eng mit der Geschichte des heutigen Haupt- und Landgestüts in Marbach verbunden. Das Gestüt wurde bereits 1460 von Graf Eberhard V. als Hofgestüt gegründet und von seinem Sohn Christoph übernommen, baute es 1554 weiter aus und legte als Zuchtziel fest, die bis dahin nur mäßige Landeszucht zu verbessern.
Im Laufe der Jahrhunderte wechselte das Gestüt mehrfach seinen Besitzer und je nach Engagement und Fachkenntnis des jeweiligen Herzogs schwankte sowohl die Anzahl der Pferde als auch deren Qualität stark.
In den Jahren 1744 bis 1793 wirkte in Marbach der Stutmeister Georg Hartmann, der durch seine Sachkenntnis als Gegenpol zum damaligen Besitzer Carl Eugen betrachtet werden muss, der zwar sehr aktiv, jedoch auch sehr wankelmütig war.
Im Jahre 1895 wurde das Gestütsbuch eröffnet, und damit begann die wirklich systematische Zucht. Das ursprüngliche Zuchtziel war ein schweres Warmblut, das sowohl als Arbeits- als auch als Reitpferd geeignet sein sollte. Zunächst wurden Araberhengste mit einheimischen Stuten gekreuzt. Die Kaltblutrassen Suffolk und Clydesdales wurden kurzzeitig zur Verstärkung des Kalibers eingesetzt, spielten aber bald keine Rolle mehr in der Entwicklung der Rasse. Einen größeren Einfluss hatten Oldenburger, Nonius und Normänner.
Die Konsolidierung der Rasse gelang jedoch erst durch den Landoberstallmeister von Hofacker, dessen Erfolg viele Experimente vorausgegangen waren. Mit dem Import und der Zucht der beiden Normänner-Hengste Comet und Faust, die sich als vererbungsstark erwiesen, gelang dem Württemberger der Durchbruch. In der Folge wurden weitere Trakehner Hengste eingesetzt.

### 20. und 21. Jahrhundert
Nach dem Zweiten Weltkrieg ging der Bedarf an Arbeitstieren zugunsten von Maschinen drastisch zurück. Dem damaligen Landstallmeister Dr. Georg Wenzler gelang es dann, den Hengst zu erwerben, der zum Stammvater des heutigen württembergischen Warmbluts werden sollte: Julmond. Der Trakehner war zwar nicht mehr jung, als er nach langen Irren und Wirren – er hatte unter anderem in Warendorf in der Westfalen-Zucht gedeckt, dort aber nicht eingeschlagen – ins Haupt- und Landgestüt Marbach kam, brachte aber seine Söhne Amor und Lothar mit, die mit ihm gemeinsam die bis dahin eher schweren Württemberger veredelten.
Zum Ende des 20. Jahrhunderts kamen vermehrt andere Warmblutrassen, speziell Holsteiner, zum Einsatz, um Rahmen, Kaliber und Springvermögen des Württembergers weiter zu verbessern. Dazu hat im Gestüt nun wieder eine Veredlungsphase eingesetzt, die besonders durch Vollblüter wie Heraldik xx geprägt ist.
Seit 2014 sind die Warmblutrassen der Pferdezuchtverbände Baden-Württemberg, Bayern, Brandenburg-Anhalt, Rheinland-Pfalz-Saar und Sachsen-Thüringen im Zuchtbuch des Deutschen Sportpferdes vereint, so dass die in Baden-Württemberg gezüchteten Warmblüter seit diesem Jahrgang die Rassebezeichnung „Deutsches Sportpferd“ tragen.

## Altwürttemberger

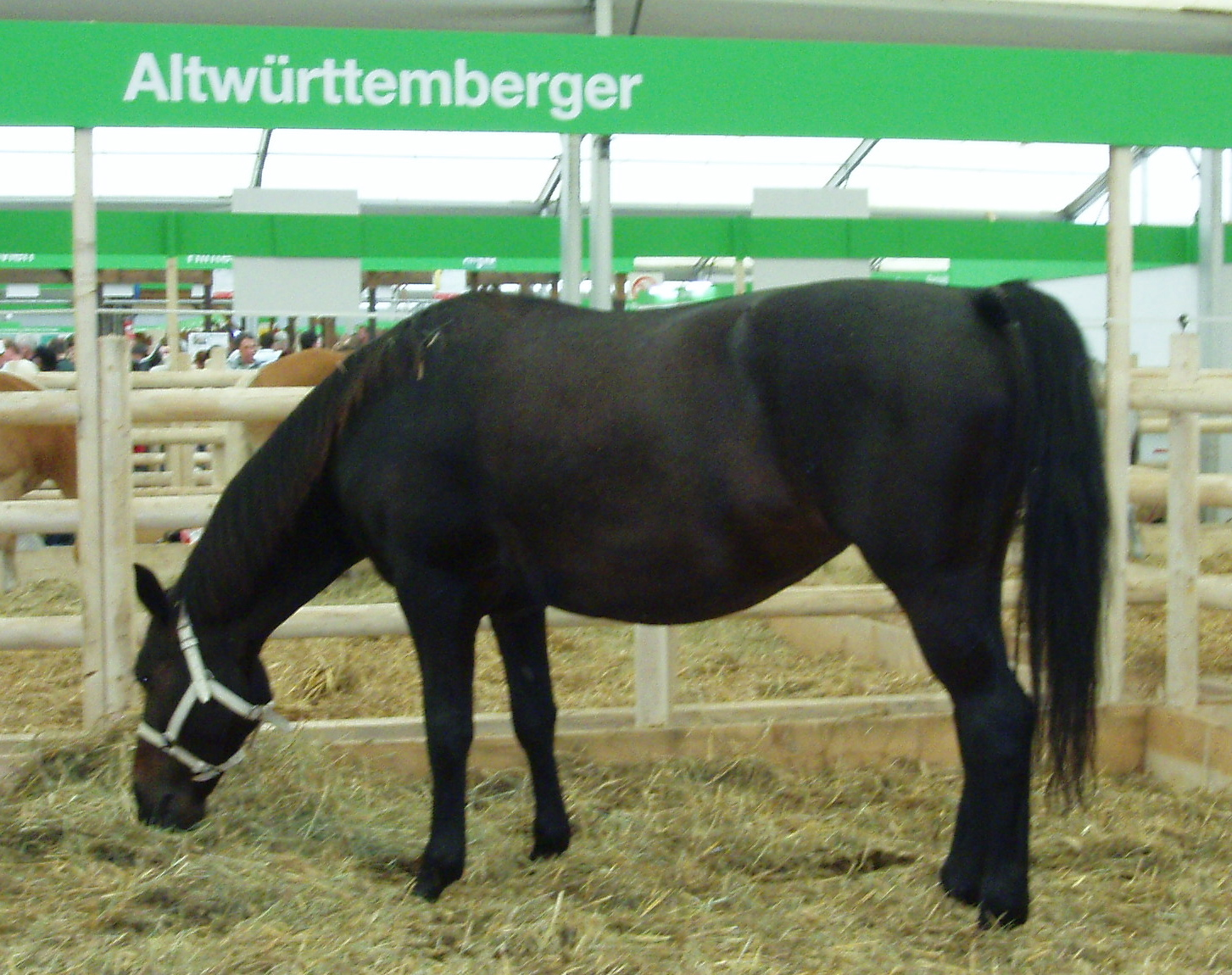
Altwürttemberger

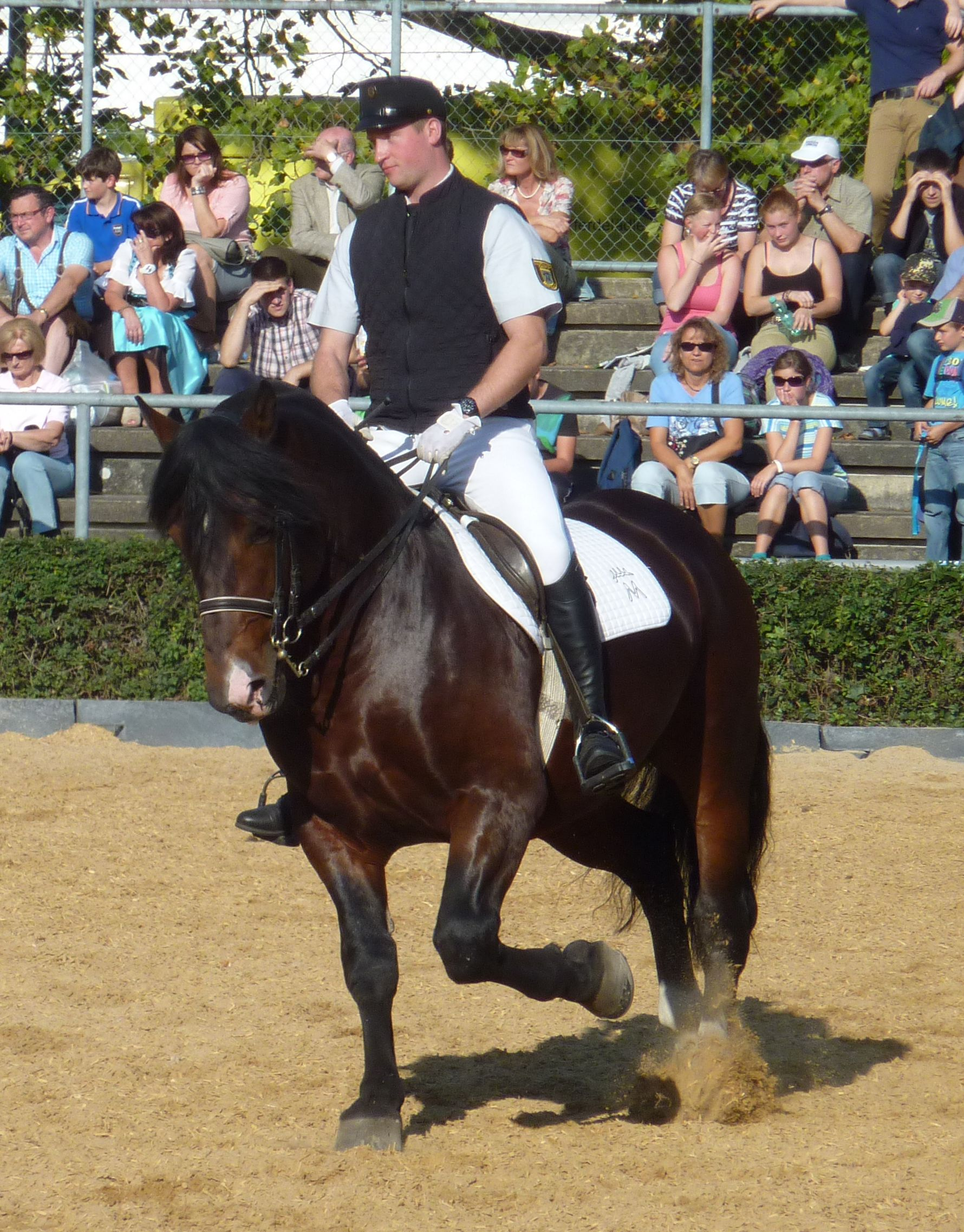
Ulysse des Prés

Als letzter Vertreter der ursprünglichen schweren Württemberger Warmblüter deckte 1969 der Hengst Freisohn in Marbach. Das schwere Warmblut wurde dennoch von einzelnen Züchtern weiter gezüchtet.
Im Februar 1988 wurde der Verein zur Erhaltung des Altwürttemberger Pferdes gegründet. Damals wurden Stuten mit mindestens 50 Prozent Blutanteil aus der alten Zucht erfasst und 22 Stuten konnten in die Erhaltungszucht übernommen werden. Diese langlebigen und fruchtbaren Stuten mit hoher Nutzungsdauer und guter Gesundheit bildeten die Zuchtbasis, einige über 20 Jahre alte Stuten brachten sogar noch Fohlen zur Welt.
Hengste der alten Zuchtrichtung standen nicht mehr zur Verfügung. Daher wurden die wenigen noch vorhandenen Hengste mit Altwürttemberger Vorfahren, wie der braune Jugol-Sohn Jurist und der Rappe Abendruf eingesetzt. Der 1980 geborene Abendruf, aus der Altwürttemberger Stute Herzogin, machte jahrelang als Aktionstraber bei den Hengstvorführungen des Haupt- und Landgestüts Marbach auf sich aufmerksam und lieferte gute Dressurpferde. Nach der Deutschen Wiedervereinigung bis 2013 wurden auf Grund des Hengstmangels Schwere Warmblüter aus Moritzburg verwendet, die sich bewährt haben. Es wurde jedoch angestrebt eigene Beschäler hervorzubringen. Zu Beginn des Zuchtprogramms wurden jährlich nur knapp ein Dutzend Stuten gedeckt. Einen Wendepunkt stellte der 1988 geborene braune Hengst Sorent dar. Er stammt aus der reinen Altwürttemberger Stute Solara und wurde zum Stempelhengst der wiederbelebten Altwürttemberger Zucht. Er zeichnet sich durch hervorragende Fruchtbarkeit aus. Seine guten Fohlen zeigen Linie und Kaliber. Um die Zucht des Schweren Warmbluts, das auch für landwirtschaftliche Arbeiten geeignet ist, zu erhalten, setzt das Gestüt Marbach auch gezielt ausländische Hengste ein, wie den 2008 geborenen Cob Normand Ulysse des Prés.
Die Altwürttemberger sind noch immer vom Aussterben bedroht. Im Jahr 2018 waren knapp 50 Stuten und elf aktive Hengste im Zuchtbuch eingetragen und es wurden 24 Altwürttemberger Stuten von neun Hengsten gedeckt.

### Rassenbeschreibung Altwürttemberger
Der Charakter ist gutmütig, umgänglich und nervenstark. Bei lebhaftem Temperament ist er nicht schreckhaft, leistungsbereit, zugfest, zugwillig und willig unter dem Sattel. Er ist anspruchslos, langlebig und robust.
Das Stockmaß beträgt 155–165 cm. Der Kopf ist trocken, mittelschwer mit einem ausdrucksvollen Auge. Das Gebäude ist mittelschwer, mit genügend Kaliber (Cobtyp) und langer Schulter. Die Kruppe ist leicht abfallend. Das Fundament ist trocken, korrekt, mit harten Hufen. Der Schritt ist raumgreifend und der Trab schwungvoll. Es überwiegen Braune, Rappen und Füchse, selten kommen auch Schimmel vor.
Der Altwüttemberger eignet sich als Fahr-, Freizeit-, und Arbeitspferd. Mit seinem breiten Rücken eignet er gut sich für Voltigiergruppen und aufgrund seines zuverlässigen Charakters und seiner handlichen Größe für das Therapeutische Reiten.

## Landespferdezucht
Württemberger Warmblüter sind in der Landespferdezucht von Baden-Württemberg die größte Population unter allen gezüchteten Pferderassen. Das Zuchtbuch wird beim Pferdezuchtverband Baden-Württemberg e. V. geführt, der seinen Sitz in Gomadingen - Marbach hat, genau wie auch das Haupt- und Landgestüt Marbach.